# Newcastle (Australie)
Pour les articles homonymes, voir Newcastle (homonymie).
Newcastle (en awabakal : Mulubinba) est une agglomération située sur la côte de l'État de Nouvelle-Galles du Sud en Australie. Elle borde la mer de Tasman, au nord-est de Sydney. En son centre se trouve la Ville de Newcastle, une zone de gouvernement local (local government area, LGA).

## Géographie
L'agglomération s'étend sur 261,8 km2 sur la mer de Tasman à l'embouchure du fleuve Hunter, dans l'Est de la Nouvelle-Galles du Sud. Elle regroupe la zone d'administration locale de Newcastle, ainsi que des portions de celles de Cessnock, Lac Macquarie, Maitland et Port Stephens.
C'est la principale ville de la vallée de l'Hunter et le plus grand port d'exportation du charbon au monde (71,4 millions de tonnes) et la ville est au centre d'une région possédant de vastes réserves de charbon. La ville possède aussi des plages entre le lac Macquarie et la baie de Port Stephens.

## Histoire
La région de Newcastle était occupée par les populations aborigènes Awabakal et Worimi. Le premier Européen à visiter la région est le lieutenant John Shortland en septembre 1797. Son exploration de la région est accidentelle : il avait été envoyé à la recherche de bagnards qui s'étaient emparés de leur bateau alors qu'il faisait route vers le bagne de Sydney. En revenant de sa recherche, il entra dans une vallée inconnue qu'il baptisa du nom du gouverneur de la Nouvelle-Galles du Sud John Hunter. Shortland expliqua à son retour qu'il avait découvert un port en eau profonde et d'abondantes réserves de charbon dans cette région. Au bout de deux ans, le charbon extrait de la région était la première exportation de la nouvelle colonie.
Newcastle était surnommée « l'enfer » par les bagnards qui y étaient envoyés : en effet les conditions étaient très dures car c'étaient les plus dangereux d'entre eux qui étaient envoyés dans les mines de charbon pour punition de leurs crimes. Au début du XIXe siècle, l'embouchure de la Hunter fut explorée par différents groupes d'individus ; mineurs, bucherons et surtout bagnards évadés. Le nouveau gouverneur de l'état, Philip Gidley King, décida de lancer une nouvelle méthode de mise en valeur de la région. À côté du charbon, de vastes étendues de cèdres australiens couvraient la région alors que le bois de construction faisait terriblement défaut. King décida d'établir une petite colonie pénitentiaire à l'embouchure de la rivière en 1800 mais l'expérience fit long feu : une mutinerie en 1802 conduisit King à arrêter l'expérience. Une nouvelle tentative fut faite en 1804 en créant une annexe d'un centre de détention pour bagnards indisciplinés. L'endroit fut appelé la « rivière du charbon » (Coal River) mais le lieu fut rapidement renommé Newcastle par référence au célèbre port charbonnier anglais. Le premier commandant en fut le lieutenant Charles Menzies. Newcastle resta une simple colonie pénitentiaire pendant près de 20 ans. Les conditions étaient très dures pour les prisonniers et l'endroit le plus célèbre de toute l'Australie pour sa sévérité était la « baie des fabricants de chaux » (Limeburners'bay) à l'entrée de la péninsule Stockton où étaient envoyés les bagnards incorrigibles qui devaient faire de la chaux avec des coquilles d'huitres.
Sous les ordres du capitaine James Wallis, commandant du centre de 1815 à 1818, les conditions des bagnards s'améliorèrent et des constructions commencèrent à s'élever. Wallis traça les plans d'une ville, construisit la première église, transféra la prison sur le bord de mer et commença le brise-lame qui rejoint à l'heure actuelle Nobby au continent. Mais pour le gouverneur Lachlan Macquarie la colonie pénitentiaire était trop proche de Sydney et la mise en valeur de la région n'était pas possible par le travail de prisonniers. En 1823, les règles militaires qui régissaient Newcastle prirent fin. Le nombre de prisonniers fut ramené à 100 dont la plupart furent employés à la construction du brise-lame et les 900 autres furent envoyés à Port Macquarie. Débarrassée pour la première fois de son image infamante de centre pénitentiaire, la ville prit rapidement l'allure d'une ville de pionniers et un flot nourri de colons y arriva. Entre 1826 et 1836, les bagnards construisirent la première route qui relia Newcastle à Sydney.

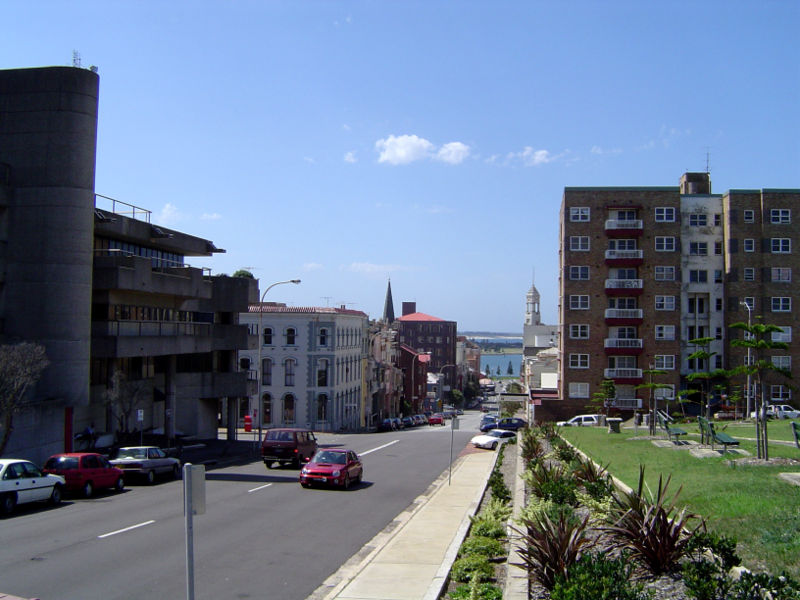
La Watt Street à Newcastle.

L'exploitation minière du charbon commença au début des années 1830 avec des exploitations travaillant à proximité de la ville et d'autres dans un rayon de 15 km. Toutes ces mines de charbon ont été fermées au début des années 1960, remplacées par les mines beaucoup plus importantes comme celles de Kurri Kurri et Cessnock, situées plus à l'intérieur du pays. Le 10 décembre 1831 fut inaugurée la première voie de chemin de fer entre Newcastle et Sydney.
Vers 1850 fut construite la première fonderie de cuivre à Burwood près de Merewether (un quartier de Newcastle); une deuxième fut construite à Broadmeadow vers 1890, en même temps qu'une fonderie de zinc à Cockle Creek. Pendant la Seconde Guerre mondiale, Newcastle fut un centre industriel crucial pour l'effort de guerre des alliés. Par conséquent ce fut une cible privilégiée pour les Japonais surtout en 1942 quand l'Australie craignait un débarquement ennemi sur son sol. En février 1942, Darwin, la capitale du Territoire du Nord fut la cible des premiers bombardements japonais qui fit plus de 240 morts civils et militaires. Le 31 mai 1942, trois sous-marins de poche s'introduisirent dans le port de Sydney et tuèrent 21 officiers dans leur sommeil. Il s'ensuivit une grande peur de débarquement et les forces de défense furent mises en alerte maximum. Lorsque les premières bombes ennemies tirées d'un sous-marin au large tombèrent sur Newcastle aux premières heures du 8 juin 1942, les habitants de Newcastle réagirent avec courage. Mais le sous-marin était trop loin pour faire des dégâts importants. Le 28 décembre 1989, la ville subit un tremblement de terre de magnitude 5,6 sur l'échelle de Richter qui tua 13 personnes, en blessa 162 et détruisit ou endommagea un certain nombre des bâtiments les plus connus de Newcastle. En 2006, les travaux de Christian Klose (université Columbia) ont démontré que ce séisme était dû aux modifications de contraintes sur les failles à proximité de la mine de charbon de Gooynella. Ces modifications étaient dues à l'exploitation de la mine elle-même.

## Géographie

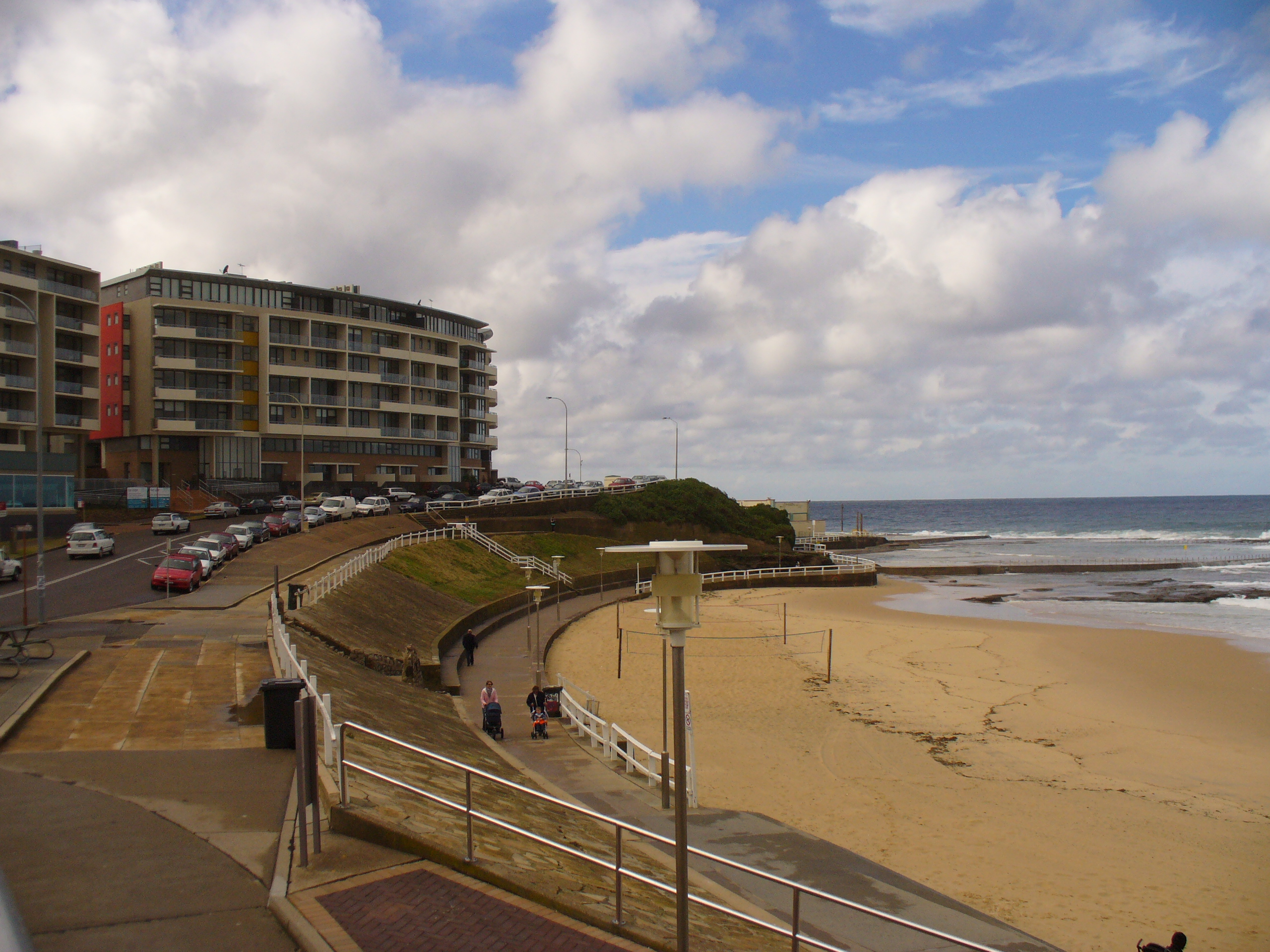
Plage.

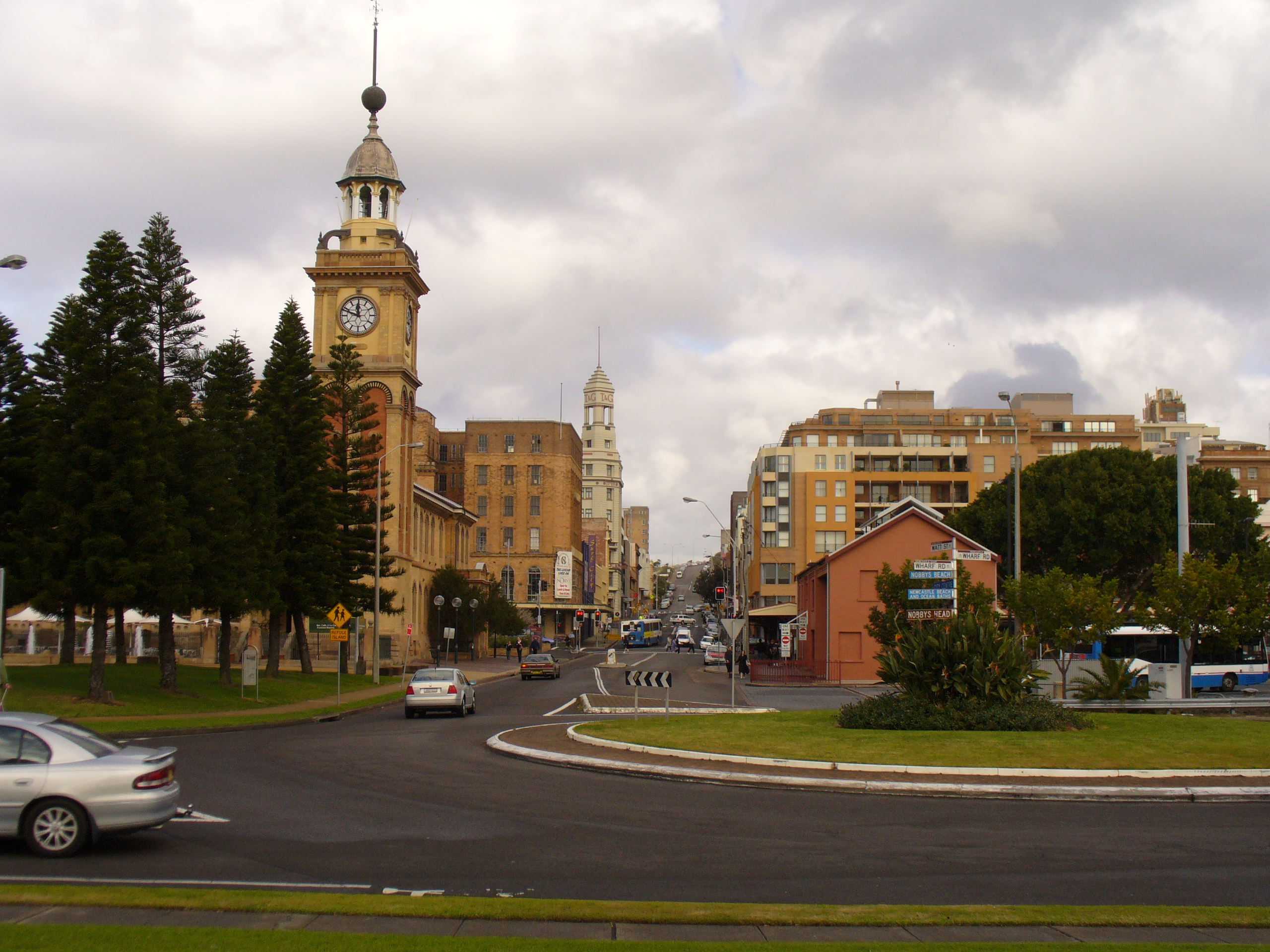
Centre-ville.

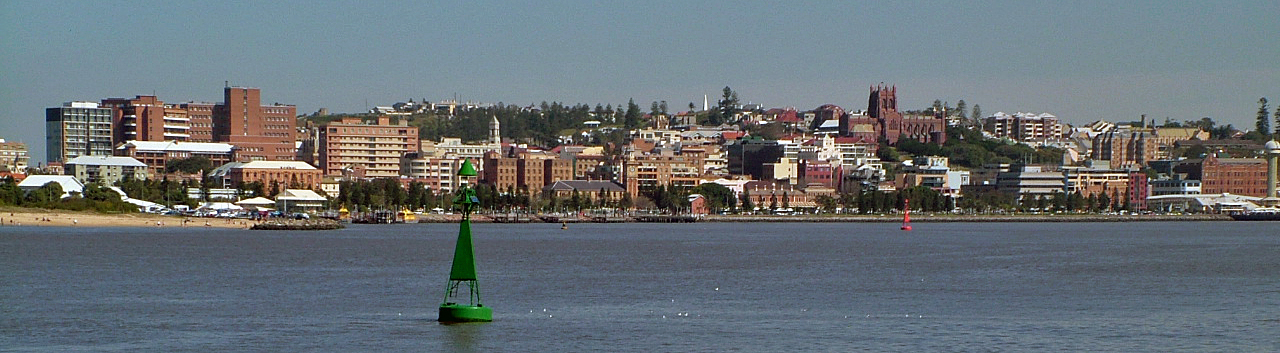
Newcastle : le centre-ville vu de Stockton, sur la rive gauche du Hunter.

Newcastle est située sur la rive sud de l'embouchure du fleuve Hunter. La rive nord est occupée par des dunes de sable, des marais et des canaux. Une ceinture verte encercle la ville depuis l'ouest (Montagnes Watagan) jusqu'à la côte nord au niveau de Stockton. Il en résulte que le développement de la ville s'est cantonné aux collines de la côte sud. Seul le petit village de Stockton, relié par ferry à Newcastle, se trouve sur la rive nord. La plus grande partie de la région est encore marquée par l'industrie minière et les nombreux petits villages de mineurs d'autrefois ont laissé la place à une vaste agglomération s'étendant au sud jusqu'à Lac Macquarie.

## Climat
Newcastle a un climat subtropical humide (Köppen: Cfa, avec des hivers assez secs et doux; et des étés chauds et humides.
Newcastle, Australie
| Mois                                            | jan.  | fév.  | mars  | avril | mai   | juin  | jui. | août  | sep. | oct.  | nov. | déc.  | année   |
| ----------------------------------------------- | ----- | ----- | ----- | ----- | ----- | ----- | ---- | ----- | ---- | ----- | ---- | ----- | ------- |
| Température minimale moyenne (°C)               | 18,5  | 18,4  | 16,5  | 13    | 10,2  | 8,3   | 6,8  | 6,8   | 9,4  | 12    | 14,8 | 16,8  | 12,6    |
| Température moyenne (°C)                        | 23,9  | 23,4  | 21,6  | 18,5  | 15,5  | 13,2  | 12,3 | 13,1  | 15,8 | 18,3  | 20,4 | 22,3  | 18,2    |
| Température maximale moyenne (°C)               | 29,2  | 28,4  | 26,6  | 24    | 20,8  | 18,1  | 17,7 | 19,4  | 22,2 | 24,6  | 26   | 27,7  | 23,7    |
| Record de froid (°C)                            | 9,7   | 9,6   | 8,6   | 2,1   | 2,7   | −1,8  | −1,4 | −1,7  | 2,4  | 3,5   | 6,3  | 7,9   | −1,8    |
| Record de chaleur (°C)                          | 45,5  | 45,5  | 39,4  | 34    | 28,5  | 26,1  | 26,5 | 30,5  | 36,4 | 38,6  | 42,1 | 43,7  | 45,5    |
| Ensoleillement (h)                              | 232,5 | 209,1 | 220,1 | 204   | 182,9 | 165   | 186  | 235,6 | 240  | 244,9 | 216  | 238,7 | 2 574,8 |
| Précipitations (mm)                             | 81,7  | 116,1 | 118,7 | 116,6 | 113,5 | 130,1 | 77,3 | 56,3  | 62   | 66,3  | 90,5 | 76,5  | 1 106,6 |
| dont nombre de jours avec précipitations ≥ 1 mm | 7,3   | 8,3   | 9,2   | 8     | 8,3   | 9,2   | 7,7  | 5,5   | 5,9  | 6,9   | 8,5  | 8,2   | 93      |
| Humidité relative (%)                           | 57    | 60    | 60    | 58    | 60    | 59    | 55   | 47    | 48   | 51    | 55   | 56    | 55      |

## Jumelage
- Hakodate (Japon)
- Newcastle upon Tyne (Royaume-Uni)

## Inondations
Le 8 juin 2007, de violentes pluies d'orages se sont abattues sur la vallée Hunter entrainant une crue de 11,4 mètres de la rivière Hunter à Maitland et provoquant la mort de 9 personnes et d'énormes dégâts dans la ville et la vallée en amont.